# Valdemar de Mecklembourg-Rostock
Valdemar de Mecklembourg-Rostock (né avant 1241 – † 9/10 novembre 1282) fut un membre de la maison de Mecklembourg. Il règne sur la seigneurie de Rostock de 1278 à 1282.

## Biographie
Valdemar ou Waldemar est le second fils de Henri Borwin III de Mecklembourg-Rostock et de son épouse 
Sophie la fille du roi Éric X de Suède.  Son frère ainé Jean qui était le corégent de son père depuis 1262 meurt 
avant le 1268 et Valdemar hérite seul de son père. Il meurt dès le 9 novembre 1282, ou peut être le jour suivant. Il est inhumé dans le monastère de Doneran.
Selon certaines sources il serait devenu aveugle avant de mourir et aurait divisé ses domaines entre ses fils qui règnent conjointement sous la régence de leur mère jusqu'en 1283/1284. À la suite de la mort de ses frères son plus jeune fils  Nicolas règne seul partir de 1286,

## Union et postérité
Valdemar épouse avant le 17 aout 1272  Agnès, une fille du comte Jean Ier de Kiel. Ils ont trois fils:
- Henri Borwin IV (†  vers 1283/1284)
- Jean (†  vers 1283/1284)
- Nicolas.